# Nuit des publivores
 (mai 2016).
Si vous disposez d'ouvrages ou d'articles de référence ou si vous connaissez des sites web de qualité traitant du thème abordé ici, merci de compléter l'article en donnant les références utiles à sa vérifiabilité et en les liant à la section « Notes et références ».
La Nuit des publivores est un spectacle organisé chaque année depuis 1981 par la Cinémathèque Jean Marie Boursicot dans le but de financer l'archivage et la restauration de ses archives et de dresser un panorama de la création publicitaire à travers le monde.
La Nuit est composée d'en moyenne 6 heures de films publicitaires (500 films) sélectionnés par son fondateur. 

## Historique
Pour des besoins de logistique, d'entretien et de préservation de sa collection de productions audiovisuelles publicitaires, Jean Marie Boursicot décide d'organiser en 1981 « Friandises », une séance de projection publique et payante d'une partie des archives au Cinéma Kinopanorama. On y présente cinq montages composés de films publicitaires et de bandes-annonces datant de 1935 à 1981. Le petit déjeuner est offert à la fin du spectacle[réf. nécessaire].
Face à la demande du public[réf. nécessaire], il décide de continuer l'année suivante, en renouvelant le contenu du spectacle. Les films Fiat 131 avec Bob Essayeur et Cascadeur, La Main de Perrier et Ploum Ploum deviennent les classiques que l'on retrouve alors chaque année[réf. nécessaire].
En 1984, la Nuit est accueillie par le Grand Rex à Paris. Le spectacle dure alors huit heures et compte quatre entractes avec des animations sur scène. Le spectacle est produit ensuite à Lyon, Bordeaux, Milan et Genève[réf. nécessaire].
En 2010, le spectacle est organisé mondialement dans une cinquantaine de pays, il est diffusé dans 160 villes. Les publicités proviennent de 60 nationalités différentes. 
Le parrain de l'édition 2010 au Grand Rex est le réalisateur Patrice Leconte[source secondaire souhaitée]

## Diffusion à la télévision

### En France
- Le 24 mars 1992, l'émission La 25e Heure diffuse la 12e Nuit des Publivores[3] de minuit à 4 h 30 du matin sur Antenne 2 (en alternance sur Canal+, Antenne 2 et France 2 entre 1990 et 1999).
- Comédie ! (Groupe Canal Plus) (2000, 2001)
- TF1 (2002) ( à 00:00)
- Comédie ! (2003-2009)
- Paris Première (groupe M6) (2010)
- MCM (2012)

### À l’étranger
- Belgique : RTBF, PLUG TV
- Canada : Super Écran (1990[4])
- Italie : Rai 3, Canale 5
- Suisse : TSR1 (1998-2002)